# Lijst van burgemeesters van Waardamme
Dit is een chronologische lijst van de burgemeesters van de Belgische  gemeente Waardamme
- 18..-1812: Charles Lust
- 1812-1814: Jean-Félix Rotsart
- 1814-1820: Pieter Coopman

Bestuurd door Oostkamp
- 1820-1824: Balthazar van den Bogaerde
- 1824-1828: Julien-Emmanuel d'Hanins de Moerkerke

Opnieuw zelfstandig:
- 1830-....: Charles Beaucourt
- 18.. -18..: Irénée-Charles Peers
- 18.. -18..:Edouard Peers de Nieuwburgh
- 1939 - 1943: August Francis Dewitte[1]
- 1952 -1976: Ides Janssens de Bisthoven